# Corydoras trilineatus
Corydoras trilineatus är en pansarmal i släktet Corydoras från Sydamerika som lever i floder i Amazonområdet.
Honorna är något större och rundare än hanarna men båda könen blir runt 4 cm långa
Corydoras trilineatus förväxlas ofta med Corydoras julii i zoohandeln då de är mycket lika. Den enda skillnaden är att Corydoras trilineatus är något mindre och har mer ränder/streck medan Corydoras julii är mer prickig.